# Remington 51
Die Pistole Remington 51 (auch Remington Model 51) ist eine von John Pedersen entwickelte und von Remington UMC produzierte Selbstladepistole mit verzögertem Masseverschluss. Zwischen 1918 und 1927 wurden ungefähr 65.000 Stück gefertigt.

## Konstruktion
Die Taschenpistole Remington 51 war für den amerikanischen Zivilmarkt konzipiert und wurde zunächst nur im Kaliber .380 ACP (Series of 1918), ab 1921 auch in .32 ACP (Series of 1921) produziert.
John Douglas Pedersen (* 21. Mai 1881; † 23. Mai 1951) begann mit der Entwicklung der Pistole bereits vor Beginn des Ersten Weltkriegs, den ersten Patentantrag reichte er im Juli 1915 ein.
Bemerkenswert für die damalige Zeit ist, dass die Konstruktion gänzlich ohne Schrauben auskommt.
Die Remington 51 verfügte über einen innenliegenden Hahn und einen Single-Action-Abzug. Sie hatte einen manuellen Sicherungshebel, eine automatische Magazinsicherung (verhindert die Schussauslösung bei entnommenem Magazin) sowie eine Griffsicherung.
Bei letzterer handelt es sich um ein Mehrzweck-Bedienelement, das zugleich auch als Betätigung für den Schlittenfang dient. Da es nur bei gespannter Waffe aus dem Griffstück hervortritt, fungiert es außerdem auch als Zustandsanzeige für das verdeckt innenliegende Schlagstück.
Remington unternahm umfangreiche Versuche mit Wachsabdrücken, um eine möglichst ideale, ergonomische Griffform zu finden. Aufgrund der guten Deutschusseigenschaften bewarb das Unternehmen die Reminton 51 als „selbstzielend“ (self aiming).
Durch den verzögerten Verschluss wurde zudem der gefühlte Rückschlag minimiert, was sich wiederum auf die Schusspräzision positiv auswirkte.
Die Pistole ist insgesamt deutlich kompakter, flacher und auch etwas leichter als ihre zeitgenössischen Mitbewerber im Kaliber .380 ACP – die Gewichtsvorteile kamen beim größeren Modell 53 aber deutlicher zur Geltung.
Kommerziell war die Remington 51 kein großer Erfolg, wobei auch die einsetzende Weltwirtschaftskrise eine Rolle spielte.

### Verschluss
Beim verzögerten Masseverschluss (englisch: hesitation lock) der Remington 51 bewegen sich Schlitten und Verschlussstück zunächst um 0,083 Zoll (2,11 mm) gemeinsam zurück, bis der eigentliche, unabhängig beweglich gelagerte Verschlussblock von einer Verriegelungsschulter am Griffstück gebremst wird. Der durch den Impuls beschleunigte Schlitten bewegt sich dann aufgrund seiner Massenträgheit gegen die von der Verschlussfeder ausgeübte Kraft weiter nach hinten, wodurch der Verschlussblock angehoben wird und sich zusammen mit dem Schlitten weiterbewegen kann.
Ein Verschluss dient bei Selbstladewaffen dazu, den Repetiervorgang nach der Schussauslösung lange genug zu verzögern, bis das Projektil den Lauf verlassen hat und der Systemdruck auf ein sicheres Maß abgesunken ist. Bei einfachen unverriegelten Feder-Masse-Verschlüssen wird dies alleine durch die Trägheit des Verschlussstückes erreicht, weshalb diese nur für relativ schwache Patronen geeignet sind.
Durch den verzögerten Verschluss der Remington 51 können der Verschluss und die gesamte Waffe kompakter und leichter gestaltet werden. Außerdem ermöglicht er die Verwendung eines feststehenden Laufs, was eine tief angesetzte Laufachse ermöglicht und die Eigenpräzision der Waffe erhöht.
Remington bewarb das System als verriegelten Verschluss („breech … positively locked“), was genaugenommen aber nicht ganz zutreffend ist. Das von Pedersen entworfene System ist jedoch wesentlich einfacher als herkömmliche Verriegelungen wie beispielsweise das Browning-System.

## Remington 53
Bei der Pistole Remington 53 (alternative Bezeichnung: Remington Model 1917) handelte es sich um eine militärische Variante im größeren Kaliber .45 ACP.
Sie war 210 mm lang und wog ungeladen rund 907 g, die Magazinkapazität betrug 7 Schuss.
Die Waffe unterschied sich von der Remington 51 unter anderem durch einen außenliegenden Hahn, außerdem verfügte sie über einen konventionellen Schlittenfanghebel und verzichtete auf manuelle Sicherungen.
Sie war leichter und präziser als die Colt 1911 und verfügte über weniger Federn und bewegliche Teile, außerdem war aufgrund des verzögerten Masseverschlusses der gefühlte Rückschlag merklich geringer. Die reinen Herstellungskosten der Remington 53 sollten deutlich unter denen einer Colt 1911 liegen.
Die Pistole bestand die im Juni 1918 am Schießstand von Savage Arms in Utica durchgeführten Beschaffungstests der US Navy, woraufhin diese von Remington ein Angebot für 75.000 Pistolen anforderte. Obwohl das Unternehmen sein Angebot im Juli 1919 nachbesserte, wurde die Waffe nach Ende des Ersten Weltkriegs nicht mehr eingeführt, auch nicht von der US Army, die im Jahr 1920 entsprechende Tests durchgeführt hatte.
Der einzige bekannte Prototyp befindet sich heute im Werksmuseum von Remington.

## Auswirkungen
Der verzögerte Masseverschluss Pedersens wurde auch bei der 1933 von Gotthard End entwickelten Maschinenpistole SIG MKMO eingesetzt.
Pál Király, der zuvor ebenfalls bei der Schweizerischen Industrie-Gesellschaft (SIG) gearbeitet hatte, entwickelte Ende der 30er Jahre die sehr ähnliche Maschinenpistole FÉG 39M mit hebelübersetztem Masseverschluss (lever-delayed blowback). Dieser basiert auf einem Patent Pedersens vom März 1922 für eine nicht gebaute Variante der Remington 51.
Im Januar 2014 stellte Remington die subkompakte Selbstladepistole R51 im Kaliber 9 × 19 mm mit Pedersen-Verschluss vor.